# Campeonato Mundial de Voleibol Masculino Sub-21 de 2023
O Campeonato Mundial de Voleibol Masculino Sub-21 de 2023 foi a 22.ª edição deste torneio bienal organizado pela Federação Internacional de Voleibol (FIVB) reservado para jogadores abaixo de 21 anos. Um total de 16 seleções mundiais participaram do torneio, que ocorreu entre os dias 7 e 16 de julho, na cidade de Manama, no Barém.
Repetindo a edição de 2019, Itália e Irã se enfrentaram na final, tendo como campeã a seleção asiática após vitória por 15 a 9 no tie-break. A seleção da Bulgária completou o pódio do torneio após vencer a seleção da Argentina na disputa pela medalha de bronze. O oposto iraniano Amir Mohammad Golzadeh, que marcou 20 pontos na partida final, foi eleito o melhor jogador do torneio.

## Equipes participantes
Um total de 16 seleções se classificaram para o Campeonato Mundial Sub-21 de 2023. Além do Barém, que se classificou automaticamente como anfitrião do torneio, mais 10 seleções se classificaram em cinco competições continentais. As demais 5 seleções se classificaram de acordo com o ranking da FIVB.
| Qualificação                            | Data                  | Sede               | Vagas | Qualificados   | Última participação |
| --------------------------------------- | --------------------- | ------------------ | ----- | -------------- | ------------------- |
| País-sede                               | 24 de janeiro de 2023 | Lausanne           | 1     | Barém          | 2021                |
| Campeonato Asiático Sub-20 de 2022      | 22–29 de agosto       | Rifa               | 2     | Irã            | 2021                |
| Campeonato Asiático Sub-20 de 2022      | 22–29 de agosto       | Rifa               | 2     | Índia          | 2013                |
| Campeonato Sul-Americano Sub-21 de 2022 | 14–18 de setembro     | Tacna              | 2     | Brasil         | 2021                |
| Campeonato Sul-Americano Sub-21 de 2022 | 14–18 de setembro     | Tacna              | 2     | Argentina      | 2021                |
| Campeonato Africano Sub-21 de 2022      | 13–23 de agosto       | Tunes              | 2     | Egito          | 2021                |
| Campeonato Africano Sub-21 de 2022      | 13–23 de agosto       | Tunes              | 2     | Tunísia        | 2019                |
| Campeonato Europeu Sub-20 de 2022       | 17–25 de setembro     | Montesilvano Vasto | 2     | Itália         | 2021                |
| Campeonato Europeu Sub-20 de 2022       | 17–25 de setembro     | Montesilvano Vasto | 2     | Polônia        | 2021                |
| Copa Pan-Americana Sub-21 de 2022       | 3–8 de outubro        | Havana             | 2     | Estados Unidos | 2017                |
| Copa Pan-Americana Sub-21 de 2022       | 3–8 de outubro        | Havana             | 2     | México         | 2015                |
| Ranking mundial                         | 24 de março de 2023   | Lausanne           | 5     | Bélgica        | 2021                |
| Ranking mundial                         | 24 de março de 2023   | Lausanne           | 5     | Bulgária       | 2021                |
| Ranking mundial                         | 24 de março de 2023   | Lausanne           | 5     | Canadá         | 2021                |
| Ranking mundial                         | 24 de março de 2023   | Lausanne           | 5     | Chéquia        | 2021                |
| Ranking mundial                         | 24 de março de 2023   | Lausanne           | 5     | Tailândia      | 2021                |

## Local das partidas
| Manama, Barém   |
| Isa Sports City |
| --------------- |

## Regulamento
As 16 equipes foram sorteadas em 4 grupos de 4 equipes cada, competindo em sistema de pontos corridos. Todos os vencedores e vice-campeões de cada grupo continuaram a corrida pelas medalhas em mais duas chaves de 4 equipes para a segunda fase do torneio. As 2 primeiras equipes dessas chaves se classificaram para as semifinais. Todas as equipes continuaram jogando na competição para determinar a classificação final nas colocações de 5º a 16º.

## Sorteio dos grupos
O sorteio dos grupos foi realizado no dia 31 de março em Lausanne, na Suíça, e foi transmitido ao vivo no canal Volleyball World no YouTube.
| Grupo A   | Grupo B | Grupo C  | Grupo D        |
| --------- | ------- | -------- | -------------- |
| Barém     | Itália  | Polônia  | Argentina      |
| Irã       | Brasil  | Bulgária | Bélgica        |
| Tailândia | Egito   | Canadá   | Chéquia        |
| Tunísia   | México  | Índia    | Estados Unidos |

## Primeira fase
|  | Qualificado para o Grupo E |
|  | Qualificado para o Grupo F |
|  | Qualificado para o Grupo G |
|  | Qualificado para o Grupo H |

- Todas as partidas seguem o horário local (UTC+3).

### Grupo A
|     |           |     | Jogos | Jogos | Jogos | Resultados | Resultados | Resultados | Resultados | Resultados | Resultados | Sets | Sets | Sets  | Pontos | Pontos | Pontos |
| Pos | Equipe    | Pts | T     | V     | D     | 3–0        | 3–1        | 3–2        | 2–3        | 1–3        | 0–3        | V    | P    | R     | V      | P      | R      |
| --- | --------- | --- | ----- | ----- | ----- | ---------- | ---------- | ---------- | ---------- | ---------- | ---------- | ---- | ---- | ----- | ------ | ------ | ------ |
| 1   | Irã       | 8   | 3     | 3     | 0     | 1          | 1          | 1          | 0          | 0          | 0          | 9    | 3    | 3,000 | 282    | 217    | 1.300  |
| 2   | Tailândia | 5   | 3     | 2     | 1     | 0          | 1          | 1          | 0          | 1          | 0          | 7    | 6    | 1.167 | 267    | 290    | 0.921  |
| 3   | Barém     | 4   | 3     | 1     | 2     | 1          | 0          | 0          | 1          | 0          | 1          | 5    | 6    | 0.833 | 231    | 239    | 0.967  |
| 4   | Tunísia   | 1   | 3     | 0     | 3     | 0          | 0          | 0          | 1          | 1          | 1          | 3    | 9    | 0.333 | 245    | 279    | 0.878  |

| Data  | Hora  |           | Placar |           | Set 1 | Set 2 | Set 3 | Set 4 | Set 5 | Total   | Relatório |
| ----- | ----- | --------- | ------ | --------- | ----- | ----- | ----- | ----- | ----- | ------- | --------- |
| 7 jul | 17:00 | Tailândia | 1–3    | Irã       | 5–25  | 25–23 | 13–25 | 21–25 |       | 64–98   | Relatório |
| 7 jul | 20:00 | Tunísia   | 0–3    | Barém     | 22–25 | 12–25 | 22–25 |       |       | 56–75   | Relatório |
| 8 jul | 17:00 | Irã       | 3–2    | Tunísia   | 22–25 | 22–25 | 25–21 | 25–22 | 15–11 | 109–104 | Relatório |
| 8 jul | 20:00 | Barém     | 2–3    | Tailândia | 24–26 | 25–21 | 25–21 | 21–25 | 12–15 | 107–108 | Relatório |
| 9 jul | 17:00 | Tunísia   | 1–3    | Tailândia | 25–20 | 17–25 | 22–25 | 21–25 |       | 85–95   | Relatório |
| 9 jul | 20:00 | Irã       | 3–0    | Barém     | 25–11 | 25–19 | 25–19 |       |       | 75–49   | Relatório |

### Grupo B
|     |        |     | Jogos | Jogos | Jogos | Resultados | Resultados | Resultados | Resultados | Resultados | Resultados | Sets | Sets | Sets  | Pontos | Pontos | Pontos |
| Pos | Equipe | Pts | T     | V     | D     | 3–0        | 3–1        | 3–2        | 2–3        | 1–3        | 0–3        | V    | P    | R     | V      | P      | R      |
| --- | ------ | --- | ----- | ----- | ----- | ---------- | ---------- | ---------- | ---------- | ---------- | ---------- | ---- | ---- | ----- | ------ | ------ | ------ |
| 1   | Brasil | 9   | 3     | 3     | 0     | 2          | 1          | 0          | 0          | 0          | 0          | 9    | 1    | 9,000 | 247    | 184    | 1.342  |
| 2   | Itália | 6   | 3     | 2     | 1     | 2          | 0          | 0          | 0          | 1          | 0          | 7    | 3    | 2.333 | 237    | 199    | 1.191  |
| 3   | Egito  | 3   | 3     | 1     | 2     | 0          | 1          | 0          | 0          | 0          | 2          | 3    | 7    | 0.429 | 188    | 223    | 0.843  |
| 4   | México | 0   | 3     | 0     | 3     | 0          | 0          | 0          | 0          | 1          | 2          | 1    | 9    | 0.111 | 179    | 245    | 0.731  |

| Data  | Hora  |        | Placar |        | Set 1 | Set 2 | Set 3 | Set 4 | Set 5 | Total | Relatório |
| ----- | ----- | ------ | ------ | ------ | ----- | ----- | ----- | ----- | ----- | ----- | --------- |
| 7 jul | 11:00 | México | 0–3    | Itália | 26–28 | 14–25 | 16–25 |       |       | 56–78 | Relatório |
| 7 jul | 14:00 | Egito  | 0–3    | Brasil | 15–25 | 15–25 | 20–25 |       |       | 50–75 | Relatório |
| 8 jul | 11:00 | Egito  | 0–3    | Itália | 18–25 | 16–25 | 12–25 |       |       | 46–75 | Relatório |
| 8 jul | 14:00 | Brasil | 3–0    | México | 25–12 | 25–17 | 25–21 |       |       | 75–50 | Relatório |
| 9 jul | 11:00 | Brasil | 3–1    | Itália | 25–18 | 22–25 | 25–22 | 25–18 |       | 97–83 | Relatório |
| 9 jul | 14:00 | México | 1–3    | Egito  | 13–25 | 20–25 | 25–17 | 15–25 |       | 73–92 | Relatório |

### Grupo C
|     |          |     | Jogos | Jogos | Jogos | Resultados | Resultados | Resultados | Resultados | Resultados | Resultados | Sets | Sets | Sets  | Pontos | Pontos | Pontos |
| Pos | Equipe   | Pts | T     | V     | D     | 3–0        | 3–1        | 3–2        | 2–3        | 1–3        | 0–3        | V    | P    | R     | V      | P      | R      |
| --- | -------- | --- | ----- | ----- | ----- | ---------- | ---------- | ---------- | ---------- | ---------- | ---------- | ---- | ---- | ----- | ------ | ------ | ------ |
| 1   | Bulgária | 8   | 3     | 3     | 0     | 0          | 2          | 1          | 0          | 0          | 0          | 9    | 4    | 2.250 | 312    | 270    | 1.156  |
| 2   | Polônia  | 7   | 3     | 2     | 1     | 1          | 1          | 0          | 1          | 0          | 0          | 8    | 4    | 2,000 | 274    | 240    | 1.142  |
| 3   | Canadá   | 3   | 3     | 1     | 2     | 0          | 1          | 0          | 0          | 1          | 1          | 4    | 7    | 0.571 | 231    | 267    | 0.865  |
| 4   | Índia    | 0   | 3     | 0     | 3     | 0          | 0          | 0          | 0          | 3          | 0          | 3    | 9    | 0.333 | 253    | 293    | 0.863  |

| Data  | Hora  |          | Placar |          | Set 1 | Set 2 | Set 3 | Set 4 | Set 5 | Total   | Relatório |
| ----- | ----- | -------- | ------ | -------- | ----- | ----- | ----- | ----- | ----- | ------- | --------- |
| 7 jul | 11:00 | Índia    | 1–3    | Polônia  | 17–25 | 14–25 | 25–20 | 19–25 |       | 75–95   | Relatório |
| 7 jul | 14:00 | Canadá   | 1–3    | Bulgária | 12–25 | 25–21 | 20–25 | 25–27 |       | 82–98   | Relatório |
| 8 jul | 11:00 | Canadá   | 0–3    | Polônia  | 14–25 | 17–25 | 21–25 |       |       | 52–75   | Relatório |
| 8 jul | 14:00 | Bulgária | 3–1    | Índia    | 25–19 | 22–25 | 29–27 | 25–13 |       | 101–84  | Relatório |
| 9 jul | 11:00 | Bulgária | 3–2    | Polônia  | 25–23 | 26–28 | 25–17 | 22–25 | 15–11 | 113–104 | Relatório |
| 9 jul | 14:00 | Índia    | 1–3    | Canadá   | 25–18 | 27–29 | 20–25 | 22–25 |       | 94–97   | Relatório |

### Grupo D
|     |                |     | Jogos | Jogos | Jogos | Resultados | Resultados | Resultados | Resultados | Resultados | Resultados | Sets | Sets | Sets  | Pontos | Pontos | Pontos |
| Pos | Equipe         | Pts | T     | V     | D     | 3–0        | 3–1        | 3–2        | 2–3        | 1–3        | 0–3        | V    | P    | R     | V      | P      | R      |
| --- | -------------- | --- | ----- | ----- | ----- | ---------- | ---------- | ---------- | ---------- | ---------- | ---------- | ---- | ---- | ----- | ------ | ------ | ------ |
| 1   | Argentina      | 8   | 3     | 3     | 0     | 1          | 1          | 1          | 0          | 0          | 0          | 9    | 3    | 3,000 | 287    | 258    | 1.112  |
| 2   | Bélgica        | 7   | 3     | 2     | 1     | 1          | 1          | 0          | 1          | 0          | 0          | 8    | 4    | 2,000 | 268    | 263    | 1.019  |
| 3   | Chéquia        | 3   | 3     | 1     | 2     | 0          | 1          | 0          | 0          | 1          | 1          | 4    | 7    | 0.571 | 252    | 265    | 0.951  |
| 4   | Estados Unidos | 0   | 3     | 0     | 3     | 0          | 0          | 0          | 0          | 2          | 1          | 2    | 9    | 0.222 | 243    | 264    | 0.920  |

| Data  | Hora  |                | Placar |                | Set 1 | Set 2 | Set 3 | Set 4 | Set 5 | Total   | Relatório |
| ----- | ----- | -------------- | ------ | -------------- | ----- | ----- | ----- | ----- | ----- | ------- | --------- |
| 7 jul | 17:00 | Estados Unidos | 0–3    | Argentina      | 22–25 | 19–25 | 23–25 |       |       | 64–75   | Relatório |
| 7 jul | 20:00 | Chéquia        | 0–3    | Bélgica        | 20–25 | 20–25 | 22–25 |       |       | 62–75   | Relatório |
| 8 jul | 17:00 | Chéquia        | 1–3    | Argentina      | 26–24 | 18–25 | 25–27 | 23–25 |       | 92–101  | Relatório |
| 8 jul | 20:00 | Bélgica        | 3–1    | Estados Unidos | 25–23 | 16–25 | 25–22 | 25–20 |       | 91–90   | Relatório |
| 9 jul | 17:00 | Bélgica        | 2–3    | Argentina      | 25–18 | 30–28 | 15–25 | 23–25 | 9–15  | 102–111 | Relatório |
| 9 jul | 20:00 | Estados Unidos | 1–3    | Chéquia        | 19–25 | 25–23 | 23–25 | 22–25 |       | 89–98   | Relatório |

## Segunda fase
|  | Qualificado para as Semifinais                   |
|  | Qualificado para as Disputas do 5º ao 8º lugar   |
|  | Qualificado para as Disputas do 9º ao 12º lugar  |
|  | Qualificado para as Disputas do 13º ao 16º lugar |

### Grupo E
|     |           |     | Jogos | Jogos | Jogos | Resultados | Resultados | Resultados | Resultados | Resultados | Resultados | Sets | Sets | Sets  | Pontos | Pontos | Pontos |
| Pos | Equipe    | Pts | T     | V     | D     | 3–0        | 3–1        | 3–2        | 2–3        | 1–3        | 0–3        | V    | P    | R     | V      | P      | R      |
| --- | --------- | --- | ----- | ----- | ----- | ---------- | ---------- | ---------- | ---------- | ---------- | ---------- | ---- | ---- | ----- | ------ | ------ | ------ |
| 1   | Irã       | 9   | 3     | 3     | 0     | 2          | 1          | 0          | 0          | 0          | 0          | 9    | 1    | 9,000 | 248    | 196    | 1.265  |
| 2   | Bulgária  | 6   | 3     | 2     | 1     | 2          | 0          | 0          | 0          | 1          | 0          | 7    | 3    | 2.333 | 247    | 226    | 1.093  |
| 3   | Polônia   | 3   | 3     | 1     | 2     | 1          | 0          | 0          | 0          | 0          | 2          | 3    | 6    | 0.500 | 207    | 211    | 0.981  |
| 4   | Tailândia | 0   | 3     | 0     | 3     | 0          | 0          | 0          | 0          | 0          | 3          | 0    | 9    | 0,000 | 156    | 225    | 0.693  |

| Data   | Hora  |           | Placar |           | Set 1 | Set 2 | Set 3 | Set 4 | Set 5 | Total | Relatório |
| ------ | ----- | --------- | ------ | --------- | ----- | ----- | ----- | ----- | ----- | ----- | --------- |
| 11 jul | 14:00 | Irã       | 3–0    | Polônia   | 25–17 | 25–23 | 25–23 |       |       | 75–63 | Relatório |
| 11 jul | 17:00 | Bulgária  | 3–0    | Tailândia | 25–21 | 25–18 | 25–20 |       |       | 75–59 | Relatório |
| 12 jul | 14:00 | Bulgária  | 3–0    | Polônia   | 25–18 | 35–33 | 25–18 |       |       | 85–69 | Relatório |
| 12 jul | 17:00 | Irã       | 3–0    | Tailândia | 25–11 | 25–16 | 25–19 |       |       | 75–46 | Relatório |
| 13 jul | 14:00 | Tailândia | 0–3    | Polônia   | 16–25 | 17–25 | 18–25 |       |       | 51–75 | Relatório |
| 13 jul | 17:00 | Irã       | 3–1    | Bulgária  | 25–17 | 23–25 | 25–22 | 25–23 |       | 98–87 | Relatório |

### Grupo F
|     |           |     | Jogos | Jogos | Jogos | Resultados | Resultados | Resultados | Resultados | Resultados | Resultados | Sets | Sets | Sets  | Pontos | Pontos | Pontos |
| Pos | Equipe    | Pts | T     | V     | D     | 3–0        | 3–1        | 3–2        | 2–3        | 1–3        | 0–3        | V    | P    | R     | V      | P      | R      |
| --- | --------- | --- | ----- | ----- | ----- | ---------- | ---------- | ---------- | ---------- | ---------- | ---------- | ---- | ---- | ----- | ------ | ------ | ------ |
| 1   | Itália    | 8   | 3     | 3     | 0     | 1          | 1          | 1          | 0          | 0          | 0          | 9    | 3    | 3,000 | 278    | 248    | 1.121  |
| 2   | Argentina | 5   | 3     | 2     | 1     | 1          | 0          | 1          | 0          | 0          | 1          | 6    | 5    | 1.200 | 241    | 245    | 0.984  |
| 3   | Brasil    | 3   | 3     | 1     | 2     | 0          | 1          | 0          | 0          | 1          | 1          | 4    | 7    | 0.571 | 259    | 266    | 0.974  |
| 4   | Bélgica   | 2   | 3     | 0     | 3     | 0          | 0          | 0          | 2          | 1          | 0          | 5    | 9    | 0.556 | 294    | 313    | 0.939  |

| Data   | Hora  |           | Placar |           | Set 1 | Set 2 | Set 3 | Set 4 | Set 5 | Total   | Relatório |
| ------ | ----- | --------- | ------ | --------- | ----- | ----- | ----- | ----- | ----- | ------- | --------- |
| 11 jul | 17:00 | Brasil    | 3–1    | Bélgica   | 25–23 | 25–21 | 22–25 | 25–23 |       | 97–92   | Relatório |
| 11 jul | 20:00 | Argentina | 0–3    | Itália    | 18–25 | 21–25 | 15–25 |       |       | 54–75   | Relatório |
| 12 jul | 17:00 | Brasil    | 1–3    | Itália    | 23–25 | 29–31 | 25–18 | 21–25 |       | 98–99   | Relatório |
| 12 jul | 20:00 | Argentina | 3–2    | Bélgica   | 21–25 | 25–21 | 23–25 | 28–26 | 15–9  | 112–106 | Relatório |
| 13 jul | 17:00 | Itália    | 3–2    | Bélgica   | 23–25 | 25–18 | 25–19 | 16–25 | 15–9  | 104–96  | Relatório |
| 13 jul | 20:00 | Brasil    | 0–3    | Argentina | 23–25 | 23–25 | 18–25 |       |       | 64–75   | Relatório |

### Grupo G
|     |         |     | Jogos | Jogos | Jogos | Resultados | Resultados | Resultados | Resultados | Resultados | Resultados | Sets | Sets | Sets  | Pontos | Pontos | Pontos |
| Pos | Equipe  | Pts | T     | V     | D     | 3–0        | 3–1        | 3–2        | 2–3        | 1–3        | 0–3        | V    | P    | R     | V      | P      | R      |
| --- | ------- | --- | ----- | ----- | ----- | ---------- | ---------- | ---------- | ---------- | ---------- | ---------- | ---- | ---- | ----- | ------ | ------ | ------ |
| 1   | Canadá  | 9   | 3     | 3     | 0     | 0          | 3          | 0          | 0          | 0          | 0          | 9    | 3    | 3,000 | 294    | 256    | 1.148  |
| 2   | Índia   | 4   | 3     | 1     | 2     | 1          | 0          | 0          | 1          | 1          | 0          | 6    | 6    | 1,000 | 262    | 257    | 1.019  |
| 3   | Barém   | 3   | 3     | 1     | 2     | 0          | 0          | 1          | 1          | 1          | 0          | 6    | 8    | 0.750 | 303    | 315    | 0.962  |
| 4   | Tunísia | 2   | 3     | 1     | 2     | 0          | 0          | 1          | 0          | 1          | 1          | 4    | 8    | 0.500 | 238    | 269    | 0.885  |

| Data   | Hora  |         | Placar |         | Set 1 | Set 2 | Set 3 | Set 4 | Set 5 | Total   | Relatório |
| ------ | ----- | ------- | ------ | ------- | ----- | ----- | ----- | ----- | ----- | ------- | --------- |
| 11 jul | 11:00 | Canadá  | 3–1    | Tunísia | 25–22 | 17–25 | 25–22 | 25–18 |       | 92–87   | Relatório |
| 11 jul | 20:00 | Barém   | 3–2    | Índia   | 23–25 | 28–26 | 21–25 | 25–20 | 15–11 | 112–107 | Relatório |
| 12 jul | 11:00 | Canadá  | 3–1    | Índia   | 25–22 | 23–25 | 25–12 | 25–21 |       | 98–80   | Relatório |
| 12 jul | 20:00 | Barém   | 2–3    | Tunísia | 21–25 | 25–21 | 25–18 | 19–25 | 12–15 | 102–104 | Relatório |
| 13 jul | 11:00 | Tunísia | 0–3    | Índia   | 15–25 | 19–25 | 13–25 |       |       | 47–75   | Relatório |
| 13 jul | 20:00 | Barém   | 1–3    | Canadá  | 22–25 | 18–25 | 31–29 | 18–25 |       | 89–104  | Relatório |

### Grupo H
|     |                |     | Jogos | Jogos | Jogos | Resultados | Resultados | Resultados | Resultados | Resultados | Resultados | Sets | Sets | Sets  | Pontos | Pontos | Pontos |
| Pos | Equipe         | Pts | T     | V     | D     | 3–0        | 3–1        | 3–2        | 2–3        | 1–3        | 0–3        | V    | P    | R     | V      | P      | R      |
| --- | -------------- | --- | ----- | ----- | ----- | ---------- | ---------- | ---------- | ---------- | ---------- | ---------- | ---- | ---- | ----- | ------ | ------ | ------ |
| 1   | Chéquia        | 9   | 3     | 3     | 0     | 2          | 1          | 0          | 0          | 0          | 0          | 9    | 1    | 9,000 | 242    | 185    | 1.308  |
| 2   | Egito          | 6   | 3     | 2     | 1     | 0          | 2          | 0          | 0          | 1          | 0          | 7    | 5    | 1.400 | 285    | 262    | 1.088  |
| 3   | México         | 3   | 3     | 1     | 2     | 0          | 1          | 0          | 0          | 1          | 1          | 4    | 7    | 0.571 | 233    | 271    | 0.860  |
| 4   | Estados Unidos | 0   | 3     | 0     | 3     | 0          | 0          | 0          | 0          | 2          | 1          | 2    | 9    | 0.222 | 226    | 268    | 0.843  |

| Data   | Hora  |         | Placar |                | Set 1 | Set 2 | Set 3 | Set 4 | Set 5 | Total  | Relatório |
| ------ | ----- | ------- | ------ | -------------- | ----- | ----- | ----- | ----- | ----- | ------ | --------- |
| 11 jul | 11:00 | Egito   | 3–1    | Estados Unidos | 25–20 | 25–20 | 22–25 | 25–20 |       | 97–85  | Relatório |
| 11 jul | 14:00 | Chéquia | 3–0    | México         | 25–16 | 25–14 | 25–22 |       |       | 75–52  | Relatório |
| 12 jul | 11:00 | Egito   | 3–1    | México         | 25–12 | 25–15 | 22–25 | 35–33 |       | 107–85 | Relatório |
| 12 jul | 14:00 | Chéquia | 3–0    | Estados Unidos | 25–19 | 25–16 | 25–17 |       |       | 75–52  | Relatório |
| 13 jul | 11:00 | México  | 3–1    | Estados Unidos | 25–18 | 26–24 | 20–25 | 25–22 |       | 96–89  | Relatório |
| 13 jul | 14:00 | Egito   | 1–3    | Chéquia        | 13–25 | 18–25 | 25–15 | 25–27 |       | 81–92  | Relatório |

## Fase final

### Disputa do 13º ao 16º lugar
|  | 13º – 16º lugar | 13º – 16º lugar |                |   | 13º lugar | 13º lugar |
|  |                 |                 |                |   |           |           |
|  | 15 jul          |                 |                |   |           |           |
|  |                 |                 |                |   |           |           |
|  | Barém           | 1               |                |   |           |           |
|  | Barém           | 1               | 16 jul         |   |           |           |
|  | Estados Unidos  | 3               |                |   |           |           |
|  | Estados Unidos  | 3               | Estados Unidos | 3 |           |           |
|  | 15 jul          |                 | Estados Unidos | 3 |           |           |
|  |                 | México          | 0              |   |           |           |
|  | México          | México          | 0              | 3 |           |           |
|  | México          |                 |                | 3 |           |           |
|  | Tunísia         | 1               |                |   |           |           |
|  | Tunísia         | 1               | 15º lugar      |   |           |           |
|  |                 |                 |                |   |           |           |
|  | 16 jul          |                 |                |   |           |           |
|  |                 |                 |                |   |           |           |
|  | Barém           | 3               |                |   |           |           |
|  | Barém           | 3               |                |   |           |           |
|  | Tunísia         | 0               |                |   |           |           |

#### 13º – 16º lugar
| Data   | Hora  |        | Placar |                | Set 1 | Set 2 | Set 3 | Set 4 | Set 5 | Total | Relatório |
| ------ | ----- | ------ | ------ | -------------- | ----- | ----- | ----- | ----- | ----- | ----- | --------- |
| 15 jul | 11:00 | Barém  | 1–3    | Estados Unidos | 18–25 | 22–25 | 25–22 | 21–25 |       | 86–97 | Relatório |
| 15 jul | 14:00 | México | 3–1    | Tunísia        | 25–21 | 22–25 | 25–21 | 25–22 |       | 97–89 | Relatório |

#### 15º lugar
| Data   | Hora  |       | Placar |         | Set 1 | Set 2 | Set 3 | Set 4 | Set 5 | Total | Relatório |
| ------ | ----- | ----- | ------ | ------- | ----- | ----- | ----- | ----- | ----- | ----- | --------- |
| 16 jul | 14:00 | Barém | 3–0    | Tunísia | 25–19 | 25–16 | 25–17 |       |       | 75–52 | Relatório |

#### 13º lugar
| Data   | Hora  |                | Placar |        | Set 1 | Set 2 | Set 3 | Set 4 | Set 5 | Total | Relatório |
| ------ | ----- | -------------- | ------ | ------ | ----- | ----- | ----- | ----- | ----- | ----- | --------- |
| 16 jul | 14:00 | Estados Unidos | 3–0    | México | 25–15 | 25–21 | 25–18 |       |       | 75–54 | Relatório |

### Disputa do 9º ao 12º lugar
|  | 9º – 12º lugar | 9º – 12º lugar |           |   | 9º lugar | 9º lugar |
|  |                |                |           |   |          |          |
|  | 15 jul         |                |           |   |          |          |
|  |                |                |           |   |          |          |
|  | Chéquia        | 3              |           |   |          |          |
|  | Chéquia        | 3              | 16 jul    |   |          |          |
|  | Índia          | 1              |           |   |          |          |
|  | Índia          | 1              | Chéquia   | 1 |          |          |
|  | 15 jul         |                | Chéquia   | 1 |          |          |
|  |                | Egito          | 3         |   |          |          |
|  | Canadá         | Egito          | 3         | 1 |          |          |
|  | Canadá         |                |           | 1 |          |          |
|  | Egito          | 3              |           |   |          |          |
|  | Egito          | 3              | 11º lugar |   |          |          |
|  |                |                |           |   |          |          |
|  | 16 jul         |                |           |   |          |          |
|  |                |                |           |   |          |          |
|  | Índia          | 0              |           |   |          |          |
|  | Índia          | 0              |           |   |          |          |
|  | Canadá         | 3              |           |   |          |          |

#### 9º – 12º lugar
| Data   | Hora  |         | Placar |       | Set 1 | Set 2 | Set 3 | Set 4 | Set 5 | Total  | Relatório |
| ------ | ----- | ------- | ------ | ----- | ----- | ----- | ----- | ----- | ----- | ------ | --------- |
| 15 jul | 17:00 | Chéquia | 3–1    | Índia | 27–25 | 23–25 | 25–18 | 25–17 |       | 100–85 | Relatório |
| 15 jul | 20:00 | Canadá  | 1–3    | Egito | 27–25 | 22–25 | 23–25 | 15–25 |       | 87–100 | Relatório |

#### 11º lugar
| Data   | Hora  |       | Placar |        | Set 1 | Set 2 | Set 3 | Set 4 | Set 5 | Total | Relatório |
| ------ | ----- | ----- | ------ | ------ | ----- | ----- | ----- | ----- | ----- | ----- | --------- |
| 16 jul | 17:00 | Índia | 0–3    | Canadá | 19–25 | 21–25 | 29–31 |       |       | 69–81 | Relatório |

#### 9º lugar
| Data   | Hora  |         | Placar |       | Set 1 | Set 2 | Set 3 | Set 4 | Set 5 | Total | Relatório |
| ------ | ----- | ------- | ------ | ----- | ----- | ----- | ----- | ----- | ----- | ----- | --------- |
| 16 jul | 20:00 | Chéquia | 1–3    | Egito | 23–25 | 25–22 | 18–25 | 14–25 |       | 80–97 | Relatório |

### Disputa do 5º ao 8º lugar
|  | 5º – 8º lugar | 5º – 8º lugar |          |   | 5º lugar | 5º lugar |
|  |               |               |          |   |          |          |
|  | 15 jul        |               |          |   |          |          |
|  |               |               |          |   |          |          |
|  | Polônia       | 3             |          |   |          |          |
|  | Polônia       | 3             | 16 jul   |   |          |          |
|  | Bélgica       | 0             |          |   |          |          |
|  | Bélgica       | 0             | Polônia  | 3 |          |          |
|  | 15 jul        |               | Polônia  | 3 |          |          |
|  |               | Brasil        | 1        |   |          |          |
|  | Brasil        | Brasil        | 1        | 3 |          |          |
|  | Brasil        |               |          | 3 |          |          |
|  | Tailândia     | 0             |          |   |          |          |
|  | Tailândia     | 0             | 8º lugar |   |          |          |
|  |               |               |          |   |          |          |
|  | 16 jul        |               |          |   |          |          |
|  |               |               |          |   |          |          |
|  | Bélgica       | 3             |          |   |          |          |
|  | Bélgica       | 3             |          |   |          |          |
|  | Tailândia     | 0             |          |   |          |          |

#### 5º – 8º lugar
| Data   | Hora  |         | Placar |           | Set 1 | Set 2 | Set 3 | Set 4 | Set 5 | Total | Relatório |
| ------ | ----- | ------- | ------ | --------- | ----- | ----- | ----- | ----- | ----- | ----- | --------- |
| 15 jul | 11:00 | Polônia | 3–0    | Bélgica   | 25–19 | 25–19 | 27–25 |       |       | 77–63 | Relatório |
| 15 jul | 14:00 | Brasil  | 3–0    | Tailândia | 25–17 | 25–18 | 25–15 |       |       | 75–50 | Relatório |

#### 7º lugar
| Data   | Hora  |         | Placar |           | Set 1 | Set 2 | Set 3 | Set 4 | Set 5 | Total | Relatório |
| ------ | ----- | ------- | ------ | --------- | ----- | ----- | ----- | ----- | ----- | ----- | --------- |
| 16 jul | 11:00 | Bélgica | 3–0    | Tailândia | 27–25 | 25–21 | 25–16 |       |       | 77–62 | Relatório |

#### 5º lugar
| Data   | Hora  |         | Placar |        | Set 1 | Set 2 | Set 3 | Set 4 | Set 5 | Total | Relatório |
| ------ | ----- | ------- | ------ | ------ | ----- | ----- | ----- | ----- | ----- | ----- | --------- |
| 16 jul | 14:00 | Polônia | 3–1    | Brasil | 25–22 | 21–25 | 25–17 | 25–22 |       | 96–86 | Relatório |

### Semifinais
|  | Semifinais | Semifinais |                |   | Final | Final |
|  |            |            |                |   |       |       |
|  | 15 jul     |            |                |   |       |       |
|  |            |            |                |   |       |       |
|  | Itália     | 3          |                |   |       |       |
|  | Itália     | 3          | 16 jul         |   |       |       |
|  | Bulgária   | 1          |                |   |       |       |
|  | Bulgária   | 1          | Itália         | 2 |       |       |
|  | 15 jul     |            | Itália         | 2 |       |       |
|  |            | Irã        | 3              |   |       |       |
|  | Irã        | Irã        | 3              | 3 |       |       |
|  | Irã        |            |                | 3 |       |       |
|  | Argentina  | 1          |                |   |       |       |
|  | Argentina  | 1          | Terceiro lugar |   |       |       |
|  |            |            |                |   |       |       |
|  | 16 jul     |            |                |   |       |       |
|  |            |            |                |   |       |       |
|  | Bulgária   | 3          |                |   |       |       |
|  | Bulgária   | 3          |                |   |       |       |
|  | Argentina  | 0          |                |   |       |       |

#### Semifinais
| Data   | Hora  |        | Placar |           | Set 1 | Set 2 | Set 3 | Set 4 | Set 5 | Total | Relatório |
| ------ | ----- | ------ | ------ | --------- | ----- | ----- | ----- | ----- | ----- | ----- | --------- |
| 15 jul | 17:00 | Itália | 3–1    | Bulgária  | 23–25 | 25–22 | 25–23 | 25–18 |       | 98–88 | Relatório |
| 15 jul | 20:00 | Irã    | 3–1    | Argentina | 23–25 | 25–21 | 25–21 | 25–20 |       | 98–87 | Relatório |

#### Terceiro lugar
| Data   | Hora  |          | Placar |           | Set 1 | Set 2 | Set 3 | Set 4 | Set 5 | Total | Relatório |
| ------ | ----- | -------- | ------ | --------- | ----- | ----- | ----- | ----- | ----- | ----- | --------- |
| 16 jul | 17:00 | Bulgária | 3–0    | Argentina | 25–22 | 28–26 | 25–19 |       |       | 78–67 | Relatório |

#### Final
| Data   | Hora  |        | Placar |     | Set 1 | Set 2 | Set 3 | Set 4 | Set 5 | Total  | Relatório |
| ------ | ----- | ------ | ------ | --- | ----- | ----- | ----- | ----- | ----- | ------ | --------- |
| 16 jul | 20:00 | Itália | 2–3    | Irã | 20–25 | 25–23 | 25–23 | 16–25 | 9–15  | 95–111 | Relatório |

## Classificação final
| Posição | Equipe         |
| ------- | -------------- |
|         | Irã            |
|         | Itália         |
|         | Bulgária       |
| 4       | Argentina      |
| 5       | Polônia        |
| 6       | Brasil         |
| 7       | Bélgica        |
| 8       | Tailândia      |
| 9       | Egito          |
| 10      | Chéquia        |
| 11      | Canadá         |
| 12      | Índia          |
| 13      | Estados Unidos |
| 14      | México         |
| 15      | Barém          |
| 16      | Tunísia        |

## Premiações
| Campeonato Mundial Sub-21 de 2023 |
| Irã                               |
| --------------------------------- |
| Irã Campeão (2.º título)          |

### Individuais
Os atletas que se destacaram individualmente foramː
| - Most Valuable Player (MVP) Amir Mohammad Golzadeh - Melhor oposto Amir Mohammad Golzadeh - Melhor levantador Arshia Behnezhad - Melhor líbero Gabriele Laurenzano | - Melhores ponteiros Mobin Nasri Mastanabad Mattia Orioli - Melhores centrais Filippo Bartolucci Lazar Bouchkov |